# Дарко Малетич
Дарко Малетич (босн. Darko Maletić, нар. 20 грудня 1980, Баня-Лука) — боснійський футболіст,  півзахисник клубу «Рекорд 1943» (Мостар). Виступав, зокрема, за клуб «Партизан», а також національну збірну Боснії і Герцеговини.

## Клубна кар'єра
Вихованець клубу «Борац» з рідного міста Баня-Лука, в цьому ж клубі розпочинав і дорослу кар'єру. Провівши в дорослій команді «Бораца» один сезон, Дарко поїхав грати за кордон. У 2001 році за 125 000 євро перейшов до віденського «Рапіда», потім близько двох років провів у словенському клубі «Публікум». У 2004 році виступав за петербурзький «Зеніт», провів 2 гри за основну команду в чемпіонаті і 14 матчів за дубль. У 2005 році грав у ярославському «Шиннику», де також не зміг закріпитися в основному складі (8 ігор за основний склад, 11 за дубль). Після цього недовгий час грав в Румунії за «Васлуй». У 2006-2009 роках грав за «Партизан», в складі якого регулярно виходив на поле і домігся певних успіхів. Більшість часу, проведеного у складі «Партизана», був основним гравцем команди. Протягом 2009—2010 років захищав кольори клубу «Кобленц» з Другої Бундесліги. За підсумками сезону 2009/10 років клуб посів 17-те місце й вилетів з Другої Бундесліги. В той же час Дарко Малетичу не запропонували новий контракт. Тому гравець повернувся до рідного «Бораца». У липні 2011 року за 300 000 євро перейшов до «Актобе». Влітку 2012 став гравцем павлодарського клубу «Іртиш». А вже взимку повернувся на батьківщину в клуб «Борац», де виступав протягом двох років (останні півроку був капітаном), до грудня 2015 року, коли він розірвав договір за згодою сторін. У 2013 році перейшов до іншого боснійського клубу, «Вележа», кольори якого захищав до 2015 року. У 2016 році повернувся до «Бораца» (Баня-Лука), у складі якого вже виступав раніше. У 2017 році перейшов до нижчолігового боснійського клубу «Рекорд 1943» (Мостар).

## Виступи за збірну
У березні 2007 року, коли на посаду головного тренера збірної прийшов Фуад Музурович, 26-річний Дарко отримав свій перший виклик до складу національної збірної Боснії і Герцеговини, на матч проти збірної Норвегії. Дебютував же гравець на 82-ій хвилині матчу, коли замінив Аднана Чустовича. Боснія і Герцеговина в тому матчі перемогла з рахунком 2:1.
Він зіграв 7 матчів у кваліфікації Чемпіонату Європи 2008, але після приходу на посаду головного тренера збірної Мирослава Блажевича втратив своє місце в складі. Після вдалої гри в матчах національного чемпіонату 2011 року в складі «Бораца» новий головний тренер збірної, Сафет Сушич, у березні того ж року запросив Малетича на матч проти Румунії. У червні Дарко знову отримав виклик до збірної, на виїзний поєдинок проти Румунії та домашній матч проти Албанії, й у поєдинку з останньою збірною відзначився своїм єдиним голом у футболці національної збірної. Протягом кар'єри у національній команді, яка тривала 5 років, провів у формі головної команди країни 18 матчів, забивши 1 м'яч.

### Голи за збірну
| #  | Дата          | Місце  | Суперник | Рахунок | Результат | Змагання                            |
| -- | ------------- | ------ | -------- | ------- | --------- | ----------------------------------- |
| 1. | 7 червня 2011 | Зениця | Албанія  | 2–0     | Перемога  | кваліфікація Чемпіонату Європи 2012 |

## Досягнення
- Прем'єр-ліга
  -  Чемпіон (1): 2010/11

- Суперліга
  -  Чемпіон (1): 2007/08

- Кубок Сербії
  -  Володар (1): 2007/08

- Кубок Казахстану
  -  Фіналіст (1): 2012